# District de Hauraki

Localisation du district de Hauraki sur une carte de l'île du Nord

Le district de Hauraki est situé dans l'île du Nord de la Nouvelle-Zélande, au sud-est d'Auckland.
Le district s'étend sur 1 144 km2. Il va du coin sud-ouest du Firth of Thames jusqu'à un peu avant la localité de Te Aroha au sud-est (cette ville ne fait pas partie du district). Il s'étend également à l'est jusqu'à la côte de Bay of Plenty, occupant la partie sud de la péninsule Coromandel. Le reste de cette péninsule fait partie du district de Thames-Coromandel. 
On y trouve la gorge Karangahake, Whiritoa, les plaines de Hauraki (en), et Waihi, ancienne ville minière.
Selon le recensement de 2006 en Nouvelle-Zélande, il a une population de 17 193 habitants, dont 3 975 à Paeroa et 4 500 à Waihi. Le conseil du district est situé à Paeroa.